# Edvard Nilsson
Bo Ragnar Edvard Nilsson, född 24 januari 1938 i Uppsala, död 31 augusti 2001 i Solna, var en svensk jurist.
Edvard Nilsson var son till professor Ragnar Nilsson. Han avlade juris kandidatexamen 1961 och blev efter tingstjänstgöring fiskal i Svea hovrätt 1965. Efter att ha arbetat som tingssekreterare i Uppsala 1966–1969, blev han assessor i Svea hovrätt 1971 och var därefter sakkunnig i inrikesdepartementet (nedlagt 1973) och arbetsmarknadsdepartementet 1973–1974 och i justitiedepartementet 1974–1979. Han var departementsråd i justitiedepartementet 1979–1984 och rättschef 1984–1989. Han var vice ordförande i Arbetsdomstolen 1978–1989. Edvard Nilsson var justitieråd i Högsta domstolen 1989–2001 och ledamot i Lagrådet 1997–1999.
Övriga uppdrag:
- Sekreterare i Utredningen om ökad anställningstrygghet m.m., 1971–1974
- Expert i Brottsskadenämndsutredningen, 1984–1977
- Ersättare för ledamot i Arbetsdomstolen, 1975–1978
- Ersättare för vice ordförande i Brottsskadenämnden, 1978–1979
- Vice ordförande i Läkemedelsskadenämnden, 1987–1994 samt ordförande från 1995
- Ordförande i Kommittén om ideell skada, 1991–1995